# Janusz Morgenstern

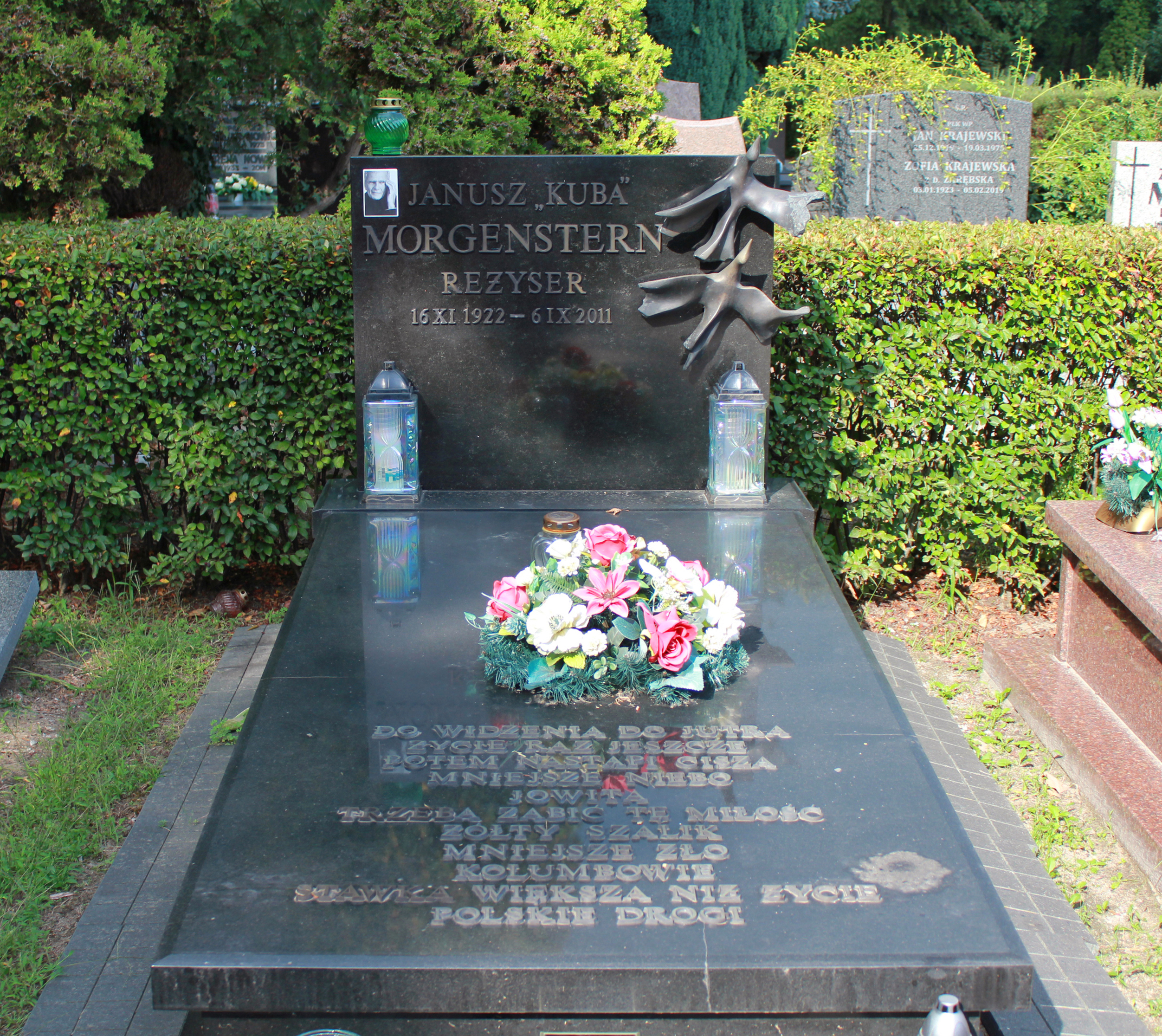
La tumba de Morgenstern en el Cementerio Militar de Powązki en Varsovia con su foto y una lista de sus películas más famosas.

Janusz "Kuba" Morgenstern (Mikulińce, cerca de Ternòpil, actualmente Ucrania, 16 de noviembre de 1922 – Varsovia, 6 de septiembre de 2011) fue un director y productor de cine polaco.
Nació en el seno de una familia de judíos polacos. En 1954 se graduó en la Escuela Nacional de Cine de Łódź. Comenzó su carrera como asistente de Andrzej Wajda en Kanał en 1957. Actuó como segundo director en Lotna, Pokolenie y Popiół i diament del mismo Wajda (1958).
Durante los 60, trabajó en la televisión polaca, donde se convirtió popular gracias en el éxito de sus folletines Stawka większa niż życie (codirigido con Andrzej Konic, serie de 18 episodios que narra las aventuras de Hans Kloss, oficial de inteligencia polaca con uniforme del Abwehr durante la Segunda Guerra Mundial), Kolumbowie y Polskie drogi. También adaptó para televisión piezas de teatro como Arsenic and Old Lace de Joseph Kesselring.
A partir de los 90, se dedicó esencialmente en la producción.

## Filmografía
- 1954: Rzodkiewki
- 1960: Przygoda w terenie
- 1960: Hasta mañana
- 1961: Ambulans (cortometraje)
- 1962: Jutro premiera
- 1963: Dwa żebra Adama
- 1964: Życie raz jeszcze
- 1965: Potem nastąpi cisza
- 1967–1968: Stawka większa niż życie (serie de televisión)
- 1967: Jowita
- 1970: Kolumbowie (serie de televisión)
- 1972: Dama pikowa
- 1972: Trzeba zabić tę miłość
- 1974: S.O.S. (serie de televisión)
- 1976: Polskie drogi (serie de televisión)
- 1979: Godzina "W"
- 1980: Mniejsze niebo
- 1986: Legend of the White Horse
- 1990: Korczak
- 2000: Żółty szalik
- 2009: Mniejsze zło

## Premios y distinciones
Festival Internacional de Cine de San Sebastián
| Año  | Categoría                            | Película | Resultado |
| ---- | ------------------------------------ | -------- | --------- |
| 1967 | Concha de Plata a la mejor dirección | Jowita   | Ganador   |